# Lavon
Lavon város az USA Texas államában, Collin megyében. Lakosainak száma 4469 fő (2020. április 1.).

## Népesség
A település népességének változása:

| 2010 | 2 219 |
| 2020 | 4 469 |